# تاكايوكي نيغيشي
تاكايوكي نيغيشي (根岸貴幸 نيغيشي تاكايوكي) هو ملحن ياباني ولد في 6 أغسطس 1961.

## أعماله في الأنمي

### مسلسلات أنمي تلفزيونية
- كارد كابتور ساكورا
- كارد كابتور ساكورا: بطاقات كلير
- طوكيو ميو ميو
- سباق التحدي
- كلاستر إدج
- طوكيو ماجين غاكوين كينبوتشو
- باكوجان
- عالم ناروي
- غايست كراشر (بالتعاون مع كوهيه تاناكا)
- كاردفايت!! فانغارد
- كاردفايت!! فانغارد: آسيا سيركيت
- كاردفايت!! فانغارد: لينك جوكر
- كاردفايت!! فانغارد: ليجن ميت

### أوفا أنمي
- نيموزين

### أفلام أنمي
- لوبين III : ديد أور لايف
- كارد كابتور ساكورا
- كارد كابتور ساكورا: البطاقة المختومة

## أعماله في ألعاب الفيديو
- Bloody Roar
- Bloody Roar 3
- Wachenröder

## وصلات خارجية
- تاكايوكي نيغيشي على موقع IMDb (الإنجليزية)
- تاكايوكي نيغيشي على موقع ميوزك برينز (الإنجليزية)
- تاكايوكي نيغيشي على موقع ديسكوغز (الإنجليزية)
- تاكايوكي نيغيشي على موقع قاعدة بيانات الفيلم (الإنجليزية)
- تاكايوكي نيغيشي على موقع كينوبويسك (الروسية)